# Pentheochaetes turbidus
Pentheochaetes turbidus là một loài bọ cánh cứng trong họ Cerambycidae.